# Cerezal de Peñahorcada
Cerezal de Peñahorcada è un comune spagnolo di 120 abitanti situato nella comunità autonoma di Castiglia e León.